# (23742) Okadatatsuaki
(23742) Okadatatsuaki est un astéroïde de la ceinture principale.

## Description
(23742) Okadatatsuaki est un astéroïde de la ceinture principale. Il fut découvert le 22 mai 1998 à la station Anderson Mesa par le programme LONEOS. Il présente une orbite caractérisée par un demi-grand axe de 2,28 UA, une excentricité de 0,14 et une inclinaison de 4,6° par rapport à l'écliptique.

## Compléments